# Telaio a basso liccio

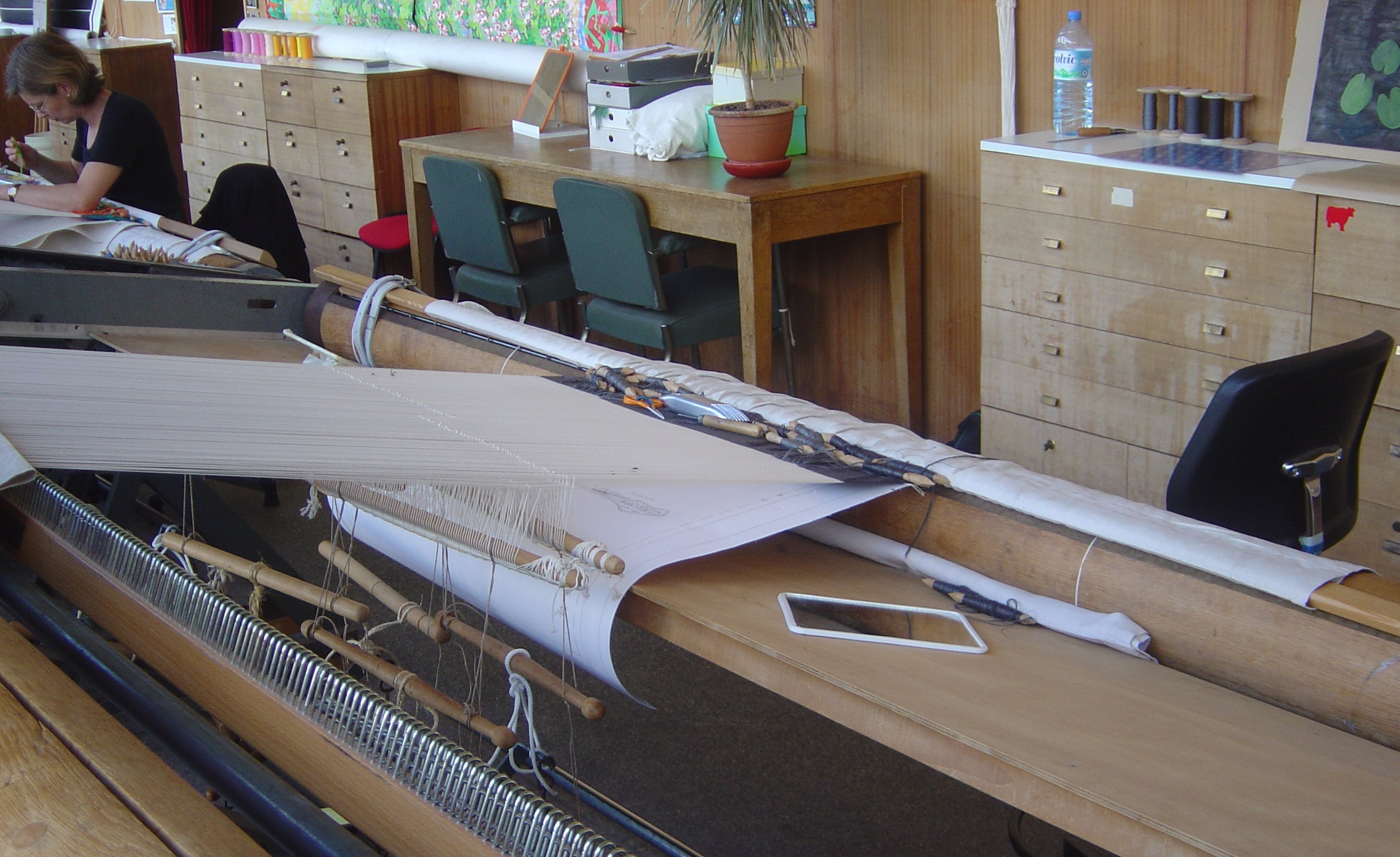
Telaio a basso liccio della manifattura dei Gobelins

Il telaio a basso liccio è un tipo di telaio usato per realizzare l'arazzo. La sua caratteristica, a differenza dell'altro tipo di telaio usato per gli arazzi, quello ad alto liccio, è di avere l'apertura della bocca d'ordito azionata da pedali, cosa che permette tempi di lavorazione più brevi ma di non consentire la realizzazione di pezzi di grandi dimensioni.

## Struttura
La struttura è simile a quella del telaio ad alto liccio con la differenza di essere posto orizzontalmente, leggermente inclinato, più basso davanti, dove lavora il tessitore. 
È costituito da:
- due spalle laterali detti piantane che reggono i curli. Le piantane sono molto solide e dotate di piedi in modo da sostenere saldamente tutta la struttura del telaio.
- gli organi di tensione, dispositivi, posti nella parte posteriore delle piantane, dotati di vite senza fine che allontanando i curli mettono in tensione l'ordito.
- due curli o subbi, cilindri in legno o metallo dotati alle estremità di un perno che permette la rotazione e di un ingranaggio dentato per bloccarla, posti, uno davanti all'altro a circa 1,15 m di distanza:
- il curlo posteriore o di riserva che porta l'ordito o catena vergine posto in fondo al telaio, poco più in alto di quello anteriore.
- il curlo anteriore, posto davanti, dove si arrotola la parte di arazzo già tessuta.
- la bacchetta del curlo, inserita nella gola del curlo porta i fili d'ordito.
- la panca o banco dove sta seduto il tessitore.
- i licci riquadri formati da due listelli di legno collegati da maglie in spago, sono larghi 40 cm.
- i bastoni de licci servono a collegare i licci alle saltarelle.
- la saltarella specie di bilancina in metallo collegata ai pedali.
- il pedale  o marcia, sono due collegati con una catena alla saltarella.
- il banco da disegno posto anteriormente sotto i fasci di ordito per reggere il cartone d'arazzo.

## Funzionamento
I fili d'ordito sono divisi in due serie, quella pari e quella dispari, tutti i fili di una serie sono infilati in licci, opportunamente collegati a pedali con corde. Schiacciando un pedale si abbassano i fili di una serie (pari o dispari) aprendo così la bocca d'ordito, varco che permette di inserire il filo di trama, schiacciando l'altro pedale si invertono le serie che cambiando di posto, quella che era sopra va sotto e viceversa, si incrociano bloccando la trama. I pedali sono solamente due, il tessitore aggancia ai pedali i due licci della sezione (40 cm) su cui deve lavorare. Il cartone è appoggiato al banco da disegno posto sotto l'ordito nella parte anteriore dove il tessitore lavora. Il tessitore lavora una piccola porzione dell'ordito seguendo attentamente il disegno. Così può succedere che nell'arazzo in lavorazione l'avanzamento sia discontinuo, cioè ci siano parti più avanzate perché si continua la costruzione di una zona dello stesso colore (esempio un fiore, una foglia), e parti che vengono riprese in seguito, creando un profilo spezzato. Il filo di trama viene prima avvicinato con il pettinino e poi fortemente schiacciato, battuto, con il pettine fino a coprire completamente l'ordito, che non è più visibile a lavoro ultimato. 
Una particolarità della tessitura con questo telaio è che il tessitore lavora sul rovescio, per controllare il risultato della sua opera deve usare uno specchio, il cartone verrà quindi riprodotto simmetrico, ribaltato a specchio.
Il procedere del lavoro su questo telaio è più veloce di quello su un telaio a alto liccio, poiché il tessitore tiene aperti i fili d'ordito con i pedali e ha entrambe le mani libere per inserire la trama e batterla, mentre con l'altro telaio l'apertura viene mantenuta con la mano sinistra e si può usare solo la destra per inserimento e battitura.
Molto frequentemente gli arazzi vengono tessuti di lato, per caratteristiche tecniche della resa, in modo che la verticale, l'ordito, diventa orizzontale (esempio un personaggio è tessuto sdraiato, apparirà in piedi quando l'arazzo verrà appeso).

## Strumenti
Per la realizzazione di un arazzo oltre il telaio sono necessari:
- il cartone, che riporta, in misura reale, il disegno da eseguire.
- l'orditoio, semplice dispositivo fornito di caviglie, perni intorno ai quali si avvolgono i fili per preparare l'ordito.
- punteruolo attrezzo in metallo usato per regolare la tensione dei fili d'ordito.
- le navettine son le navette per questo tipo di telaio, consistono in spolette di legno cilindriche con un foro in testa per metterle sull'aspo per caricarle, poco più grandi di una matita ne occorre una per ogni colore.
- il pettinini in metallo con piccoli denti, serve ad avvicinare il filo di trama.
- il pettine, consiste in un blocchetto di legno duro (bosso) o avorio, oggi plastica, di una dimensione che può stare comodamente in mano, appiattito ad una o ad entrambe le estremità dove sono tagliati i denti che servono per compattare le trame.
- lo specchio, serve per controllare il lavoro.
- le forbici, per tagliare il filo delle navettine o dei brocci quando è terminata la zona da tessere.
- il ciambella cuscinetto posto tra l'addome del tessitore e il curlo anteriore protegge la parte di arazzo già tessuta.
- il cuscino del tessitore posto sulla panca di legno permette al tessitore di rimanere seduto a lungo.